# Club des sciences morales de Cambridge
Le Club des sciences morales de l'université de Cambridge (Cambridge University Moral Sciences Club), fondé en octobre 1878, est un groupe de discussion philosophique qui se réunit chaque semaine à l'université de Cambridge, au Royaume-Uni. Les conférenciers sont invités à présenter un article dans un délai strict de 45 minutes, après quoi il y a une discussion d'une heure. Plusieurs collèges ont accueilli le Club : Trinity College, King's College, Clare College, Darwin College, St John's College, et depuis 2014 le Newnham College.
Le club a été très influent dans la philosophie analytique en raison de la forte concentration de philosophes à Cambridge. Parmi les membres figurent de nombreux grands noms de la philosophie britannique, tels que Henry Sidgwick, J. M. E. McTaggart, Bertrand Russell, George Edward Moore et Ludwig Wittgenstein, et plusieurs articles considérés comme des documents fondateurs de diverses écoles de pensée ont été diffusés pour la première fois lors d'une réunion de club. La Nature du jugement (The Nature of Judgment) de Moore a été lu pour la première fois au club le 21 octobre 1898. La Connaissance par la connaissance et la connaissance par la description (Knowledge by Acquaintance and Knowledge by Description) a été présentée lors d'une réunion en 1911, et en 1926 ce qui est devenu la « Vérité et la probabilité » (Truth and Probability) de Frank Ramsey. Les Limites de l'empirisme de Russell ont été lus à la Saint-Michel de 1935, Les faits des sciences sociales de Friedrich Hayek ont été lus à la Saint-Michel de 1942, et le paradoxe de Moore a été lu pour la première fois à la Saint-Michel de 1944. Presque tous les grands philosophes anglophones depuis la Seconde Guerre mondiale ont livré un article au club.
C'est lors d'une réunion du Moral Sciences Club en octobre 1946 que Wittgenstein se saisit d'un tisonnier et l'agite en direction Karl Popper lors d'une discussion animée sur la question de savoir si les problèmes philosophiques sont réels ou simplement des jeux linguistiques.

## Histoire

### Origines
Le club a émergé à l'origine de la Grote Society en 1874, mais il n'a duré que deux ans. En 1878, un autre groupe décida de le relancer, dirigé par Alfred Caldecott ; plus tard professeur de logique et de philosophie de l'esprit au King's College de Londres ; alors qu'il était en troisième année de premier cycle à John's. Ils ont utilisé le même nom et des réunions régulières ont commencé le 19 octobre 1878, composées de Caldecott ; Joseph Jacobs, plus tard fondateur de la Jewish Historical Society et ami de George Eliot ; et Alfred Momerie, qui est également devenu professeur de logique au King's College de Londres. 
Il a été décidé que les réunions auraient lieu chaque samedi à l'heure du trimestre à neuf heures du soir, l'adhésion étant limitée à ceux qui avaient pris ou lisaient pour les triposes de sciences morales. Le premier article enregistré du club est Development Theories of Conscience, lu par Thomas Edward Scrutton du Trinity College le 26 octobre de la même année.

### Apôtres de Cambridge
Jack Pitt déduit de la décision de se réunir le samedi qu'aucun des membres originaux n'était des apôtres, la société secrète de débat de Cambridge qui se réunissait le samedi depuis sa création en 1820. Le jour de la réunion du club a été déplacé au vendredi en 1885, lorsque Henry Sidgwick était président, ce qui a permis aux apôtres d'assister aux réunions du club, et à l'inverse que les membres deviennent apôtres. Sidgwick était déjà apôtre et J. M. E/ McTaggart devint à la fois secrétaire du club et apôtre en 1886. Plusieurs autres apôtres ont rejoint le club au fil des ans — dont Bertrand Russell, John Maynard Keynes, A. N. Whitehead, G. Lowes Dickinson, G. H. Hardy, Crompton Llewelyn Davies, C. P. Sanger, A. Smyth et H.T. Norton — et plusieurs apôtres après Sidgwick et McTaggart sont devenus membres du club, en comprenant G. E. Moore et Ludwig Wittgenstein.

## Places des femmes dans le club

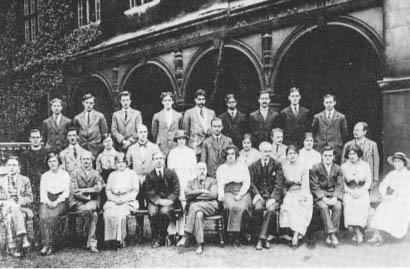
Membres du Moral Sciences Club, Cambridge, v. 1913. Au premier rang, troisième à partir de la gauche, se trouve James Ward, à sa droite, Bertrand Russell, à côté de Russell se trouve W. E. Johnson, dans la deuxième rangée, à l'extrême droite, est McTaggart et troisième à partir de la droite, GE Moore.

Les femmes n'ont jamais été formellement interdites d'adhésion, mais elles n'étaient pas autorisées à passer les tripos (examens spécifiques à Cambridge) jusqu'en 1881 et n'étaient pas admises à devenir membres à part entière de l'université avec le droit d'obtenir des diplômes jusqu'en 1947. Ainsi, le club était principalement une affaire d'hommes à ses débuts. Le premier enregistrement de femmes écoutant ces conférences remonte à Michaelmas 1894, lorsque Sidney Webb a lu The Economic Basis of Trade Unionism et que le public comprenait sa femme Beatrice Webb et deux femmes du Girton College, un collège pour femmes. La première femme à lire un article fut Emily Elizabeth Constance Jones, qui parla du « naturalisme et de l'agnosticisme » de James Ward le 1er décembre 1899 dans les appartements de McTaggart. Sidgwick était à la présidence, ce que Jack Pitt écrit était important, car il avait été à l'avant-garde de la campagne pour admettre les femmes à l'université, et sa femme, Eleanor Mildred Balfour, était devenue présidente du Newnham College, un autre collège pour femmes, en 1892. 
En 1906, les procès-verbaux du club indiquent clairement que les femmes n'étaient toujours pas pleinement acceptées au club pendant au moins un certain temps : « après le départ des dames visiteuses, les suivantes ont été élues membres du club », et aucune femme ne figurait parmi celles répertoriées. Il y a eu cinq femmes membres de Newnham en 1908 ; en 1912 : six de Newnham et cinq de Girton. Dorothy Wrinch a lu un article le 7 décembre 1917 sur la « théorie du jugement de M. Russell », qui, selon Pitt, était probablement le même article qu'elle avait publié dans Mind en 1919 sous le titre On the Nature of Judgment. En 1926, il y avait des femmes officiers, dont Elsie Whetnall, la secrétaire du club, et plus tard G. E. M. « Elizabeth » Anscombe, qui ont continué à parler au club jusqu'au moins dans les années 1980.

## Influence de Wittgenstein

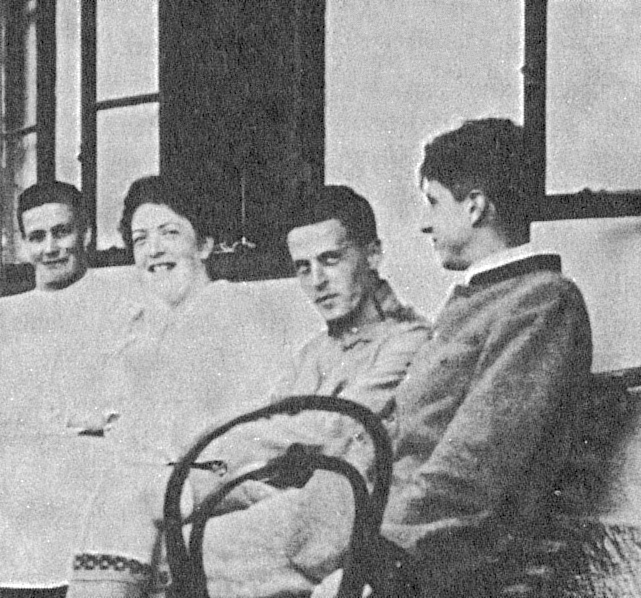
Wittgenstein (deuxième de la droite) en 1920.

Wittgenstein, arrivé à Cambridge en 1911, devient membre du club en 1912. Il propose qu'aucun exposé d'article ne dépasse le délai de sept minutes, une règle adoptée le 15 novembre 1912, mais bientôt abandonnée. Il rend compte de son premier article, intitulé Qu'est-ce que la philosophie ?, le 29 novembre de cette année-là, lors d'une réunion dans ses appartements à Trinity. Quinze membres sont présents, dont GE Moore. Le procès-verbal enregistre : 

« M. Wittgenstein […] a lu un article intitulé « Qu'est-ce que la philosophie? » Sa lecture n'a duré que quatre minutes environ, réduisant ainsi le précédent record établi par M. Tye de près de deux minutes. La philosophie était définie comme l'ensemble de ces propositions primitives qui sont supposées vraies sans preuve par les diverses sciences. Cette définition a été beaucoup discutée mais il n'y a pas eu de d’accord général pour l'adopter. La discussion s'est très bien déroulée et le président n'a pas jugé nécessaire d'intervenir beaucoup. »

Il quitte Cambridge en 1913, mais revient en janvier 1929 et recommence à assister aux réunions, mais, homme de forte personnalité, il est accusé d'accaparer la discussion, ce qui le conduit à rompre sa relation avec le club pendant quelques années en 1931. Un autre membre, Fania Pascal, l'a décrit comme le centre perturbateur des soirées : « Il parlait pendant de longues périodes sans interruption, utilisant des comparaisons et des allégories, parcourant la pièce et gesticulant ».